# Songbuk-dong
Songbuk-dong (koreanska: 송북동)är en stadsdel i staden Pyeongtaek i provinsen Gyeonggi i den centrala delen av Sydkorea, 60 km söder om huvudstaden Seoul.